# Кабеса-де-Вака (озеро)
Кабеса-де-Вака (исп. Lago de Cabeza de Vaca; названное в честь испанского конкистадора Альвар Нуньеса Кабеса де Вака, который побывал на его месте в XVI веке) — обширное и относительно мелководное древнее озеро, существовавшее в бассейне реки Рио-Браво-дель-Норте и занимавшее межгорную котловину в ледниковый период между плиоценом и плейстоценом.

## Гидрография
Будучи ограждёнными от океана гористой возвышенностью, воды Рио-Браво-дель-Норте долгое время заполняли пространства обширной межгорной впадины, которая превратилась в гигантское озеро неправильной формы со множеством заливов, крупнейший из которых занимал современную долину Тулороса, а также множеством крупных и мелких островов (Лос Муэртос, Карресаль, Флорида, Гусман) и полуостровов (Потрильо-дель-Оесте), представлявших собой вершины подтопленных горных хребтов и древних вулканов. Территория современного мегаполиса Эль-Пасо—Сьюдад-Хуарес также долгое время находилась под водой. Располагаясь в зоне крайне засушливого климата, значительная часть воды уходила на испарение и просачивание. Уровень воды в озере постоянно колебался. Минимальный уровень воды озера проходил по современной отметке около 1295 м (4250 футов) выше уровня моря. Со временем озеро подверглось засолению и заиливанию. За счёт постоянного оседания на дне озера новых порций наносов Рио-Гранде, озеро имело тенденцию к расширению зеркала и постепенному поднятию уровня воды по отношению к окружающей местности при параллельном уменьшении глубины, особенно в северной части, где располагалось древняя дельта Рио-Гранде. Необычайно мощный слой аллювия отличает его от других древних промывных озёр в северной части бассейна реки (таких как Эстансья). В конце концов, 750 000 лет назад воды одного из его восточных заливов поднялись настолько, что размыли горную преграду и устремились в сторону Мексиканского залива. Из-за прорыва перегородки озеро перестало существовать, однако очертания его бывшей кромки до сих пор заметны невооружённым глазом и изучаются гидрологами двух современных стран, на территории которых оно некогда располагалось (Мексика и США).